# Miliće
Miliće (en serbe cyrillique : Милиће) est un village de Serbie situé sur le territoire de la ville de Kraljevo, district de Raška. Au recensement de 2011, il comptait 228 habitants.
Miliće est situé sur les bords de la Studenica.

## Monuments et sites
- Église Saint-Alexis de Miliće, inscrite comme monument culturel de grande importance en Serbie[2],[3].

## Démographie
| 1948 | 1953 | 1961 | 1971 | 1981 | 1991 | 2002 | 2011 |
| ---- | ---- | ---- | ---- | ---- | ---- | ---- | ---- |
| 532  | 544  | 537  | 462  | 393  | 345  | 293  | 228  |

|  |